# Ерилов, Николай Григорьевич
Никола́й Григо́рьевич Ери́лов (9 декабря 1925, Тарбиевская, Автономная область Коми (Зырян) — 18 марта 2007, Новокузнецк, Кемеровская область) — командир отделения 988-го стрелкового полка 230-й стрелковой дивизии 5-й ударной армии 1-го Белорусского фронта, старшина; полный кавалер ордена Славы.

## Биография
Родился 9 декабря 1925 года в селе Лойма, деревня Тарбиевская (ныне — Прилузского района Республики Коми) в семье крестьянина. Русский. Окончил 8 классов. Был в колхозе разнорабочим.
В 1943 году был призван в Красную Армию Прилузским райвоенкоматом. Участник Великой Отечественной войны с сентября того же года.
Стрелок 988-го стрелкового полка рядовой Николай Ерилов в районе 18 километров северо-восточнее посёлка городского типа Великая Александровка с 29 февраля по 3 марта 1944 года при отражении семи контратак противника истребил одиннадцать гитлеровцев. Указом Президиума Верховного Совета СССР от 10 марта 1944 года «за образцовое выполнение заданий командования в боях с немецко-фашистскими захватчиками» красноармеец Ерилов Николай Григорьевич награждён орденом Славы 3-й степени.
Командир отделения 988-го стрелкового полка сержант Николай Ерилов с отделением в ночь на 11 февраля 1945 года у населенного пункта Карлсбизе, удерживая рубеж, отразил контратаку противника. Перейдя с бойцами в атаку и ворвавшись во вражескую траншею, сразил пятерых гитлеровцев, подавил три пулемёта. Указом Президиума Верховного Совета СССР от 31 марта 1945 года «за образцовое выполнение заданий командования в боях с немецко-фашистскими захватчиками» сержант Ерилов Николай Григорьевич награждён орденом Славы 2-й степени.
В ночь на 23 апреля 1945 года в числе первых с отделением преодолел реку Шпре, завязал бой в траншее противника и забросал гранатами два пулемёта, чем обеспечил продвижение роты. В уличных боях в центральной части Берлина 26 апреля 1945 года с отделением блокировал вражеских автоматчиков, засевших в подвале дома. Под его руководством стрелки 17 из них уничтожили, а 6 взяли в плен. Указом Президиума Верховного Совета СССР от 15 мая 1946 года «за образцовое выполнение заданий командования в боях с немецко-фашистскими захватчиками» сержант Ерилов Николай Григорьевич награждён орденом Славы 1-й степени, стал полным кавалером ордена Славы.
До июня 1950 года старшина Н. Г. Ерилов продолжал службу в составе советских войск на территории Германии. В 1952 году принят в КПСС. В 1955 году с отличием окончил Воркутинский горный техникум. По направлению уехал в город Сталинск Кемеровской области. Все годы работал на одном месте — на шахте «Байдаевская». Сначала мастером, потом — начальником ОТК. В 1979 году вышел на пенсию. Жил в городе Новокузнецке.
Постоянно участвовал в общественной жизни города, выступал с лекциями перед учениками и студентами. Несколько раз участвовал в парадах Победы на Красной площади в Москве, последний раз — в 2000 году. Был членом совета ветеранов участников Великой Отечественной войны и труда. В мае 2005 года удостоен звания «Почетный гражданин Кемеровской области», а в 2007 году — «Герой Кузбасса». Скончался 18 марта 2007 года (По другим данным 18 марта 2008 года). *Об ошибках в биографиях Героев: Ерилов Николай Григорьевич</ref>. Похоронен на Байдаевском кладбище города Новокузнецка.
Награждён орденами Отечественной войны 1-й степени, Красной Звезды, Славы 1-й, 2-й и 3-й степеней, медалями.